# リップス・インク
リップス・インク（Lipps Inc.、[ˈlɪpsɪŋk]）は、アメリカの音楽ユニット。主に1980年代前半にかけて活躍した。ユニット名は英語で「口パク」を意味する、リップシンクに因むものである。

## 略歴
ミネソタ州ミネアポリスにて、マルチ・インストゥルメンタル・プレーヤーとして活動し、オクトーバー・レコード・レーベルの設立者でもあるスティーヴン・グリーンバーグが、黒人女性歌手でサクソフォーン奏者のシンシア・ジョンソンと共に結成し、そこにセッション・ギタリストのデヴィッド・リヴキンが加わるカタチで1979年にアルバム『ファンキータウン (Mouth to Mouth)』でデビューを果たした。
後にこのアルバムに収録されている「ファンキータウン」が2枚目のシングルとしてカットされ、これが全米ダンスシングルチャートで急上昇し、翌1980年5月31日付の全米シングルチャートで1位を記録する大ヒットとなった。その後も3枚のアルバムを制作するなどしたが、1983年にはシンガーのシンシアがグループを脱退し、活動を休止。中心人物のグリーンバーグは、その後、ミネアポリスでウェブ・デザインを手掛けるDesignSteinなるオフィスを興す一方、ブロードウェイで上演されるミュージカルに楽曲を提供するなどしている。

## 代表曲
- 「ファンキータウン」 - 1980年にBillboard Hot 100で第1位を獲得[3]すると共に、全英シングルチャートでも最高位2位を記録[4]するヒットになる。この他ドイツ、オランダ、スイス、ノルウェー、ベルギーのシングルチャートでも第1位に輝いた[5][6][7][8][9]。また同曲は1986年にオーストラリア出身のバンド、スード・エコーによりカヴァーされて、全米シングルチャートの6位を記録するヒットとなっている。日本では1981年に資生堂・インウイのテレビCMで使用された他、2003年にホンダ・ザッツのテレビCMで使用された。2004年にはアメリカのアニメ映画『シュレック2』の挿入歌にも起用され、同映画のサウンドトラック（洋楽コンピレーション盤）にも収録されている。

## ディスコグラフィ

### スタジオ・アルバム
- 『ファンキータウン』 - Mouth to Mouth (1979年)
- 『パッカー・アップ』 - Pucker Up (1980年)
- 『デザイナー・ミュージック』 - Designer Music (1981年)
- 『4 (フォー)』 - 4 (1983年)

### コンピレーション・アルバム
- Funkyworld: The Best of Lipps, Inc. (1992年)
- Funkytown (2003年)